# Linie XX
Die Linie XX war ein Arbeitsbereich des Ministerium für Staatssicherheit (MfS) der DDR. Sie entstand am 31. Januar 1964 (Umbenennung der Hauptabteilung (HA) V in HA XX) und existierte bis zur Auflösung im Amt für Nationale Sicherheit 1990. Die HA V wiederum entstand 1953 aus der Zusammenlegung der Abteilung V und Abteilung VI welche wiederum seit der Gründung im Februar 1950 existieren.
Die Linie XX war zuständig für "Staatsapparat, Kirche, Kultur, Untergrund" und bildete den Kernbereich der politischen Repression und Überwachung in der DDR.

## Struktur
Die zentrale Leitung der Linie XX übernahm die Hauptabteilung XX mit Sitz in der MfS-Zentrale in Berlin-Lichtenberg. Auf Bezirksebene unterhielten die Bezirksverwaltungen des MfS eigene Abteilungen XX (Abt. XX/BV), die für die lokale Umsetzung der beschlossenen Maßnahmen zuständig waren.

### Abteilungen der HA XX
- Sekretariat/Rückwärtige Dienste Leiter: Günter Lange (1989)
- Arbeitsgruppe Koordinierung Leiter: Jochen Held (1989)
- Arbeitsgruppe des Leiters Mobilmachung Leiter: Rudolf Stiel (1989)

- Abteilung 1: Ministerrat, Justiz, Blockpartei Leiter: Eberhard Jaeckel (1989)
- Abteilung 2: Jugend, NS-Verbrechen, "Hetze" Leiter: Horst Kuschel (1989)
- Abteilung 3: Sport Leiter: Jürgen Notroff (1989)
- Abteilung 4: Kirchen- und Religionsgemeinschaften Leiter: Joachim Wiegand (1989)
- Abteilung 5: Westarbeit Leiter: Hans Buhl (1989)
- Abteilung 7: Kultur und Medien Leiter: Joachim Tischendorf (1989)
- Abteilung 8: Hochschul- und Bildungswesen Leiter: Werner Fleischauer (1989)
- Abteilung 9: "Politische Untergrundtätigkeit" Leiter: Wolfgang Reuter (1989)
- Abteilung 10: Sicherung von SED-Einrichtungen Leiter: Fritz Busch (1989)

## Zentrale
Die HA XX als Zentrale der Linie XX hat ihren Sitz in der Zentrale des Ministeriums für Staatssicherheit im Haus 7. Das Büro des Leiter des Hauptabteilung ist auf der 2. Etage des Gebäudes. Das Haus 7 war früher der Übergang zwischen dem Haus 1 (Sitz des Ministers) und den Häusern 8/9 (Magazinbau des ehemaligen Stasi-Archiv) heute sind die Häuser 7–9 Teil des Bundesarchiv-Stasi-Unterlagen-Archiv.

## Mitarbeiter

### Leiter der Hauptabteilung
- Paul Kienberg (31. Januar 1964 – Dezember 1989)[4]

### Personalentwicklung
Zur Linie XX des Ministerium für Staatssicherheit der DDR gehörten 1989 insgesamt ca. 1500 Hauptamtliche Mitarbeiter, davon 461 in der HA XX 1000 Hauptamtliche Mitarbeiter entfallen auf die Abt. XX/BV's in den 15 Bezirken was im Schnitt je 67 Hauptamtliche Mitarbeiter ergibt.

#### Hauptamtliche Mitarbeiter in den Bezirksverwaltungen
- Bezirksverwaltung für Staatssicherheit Leipzig: 96 Hauptamtliche Mitarbeiter (1989)[6]

### Causa Gysi
In der HA XX/OG bzw. HA XX/9 existieren die IM-Vorgänge "Gregor", "Notar" und "Sputnik", lange Zeit wurde Gregor Gysi beschuldigt dieser Inofizielle Mitarbeiter gewesen zu sein.

## Film
Im Film Das Leben der Anderen ist der Lehrer und Agent Hauptmann Gerd Wiesler Mitarbeiter der Abteilung 7 des Hauptabteilung XX (erkennbar am Kürzel HGW XX/7), der fiktive Oberstleutnant Anton Grubitz ist sein direkter Vorgesetzter also Abteilungsleiter der HA XX/7.